# Consensus Tigurinus

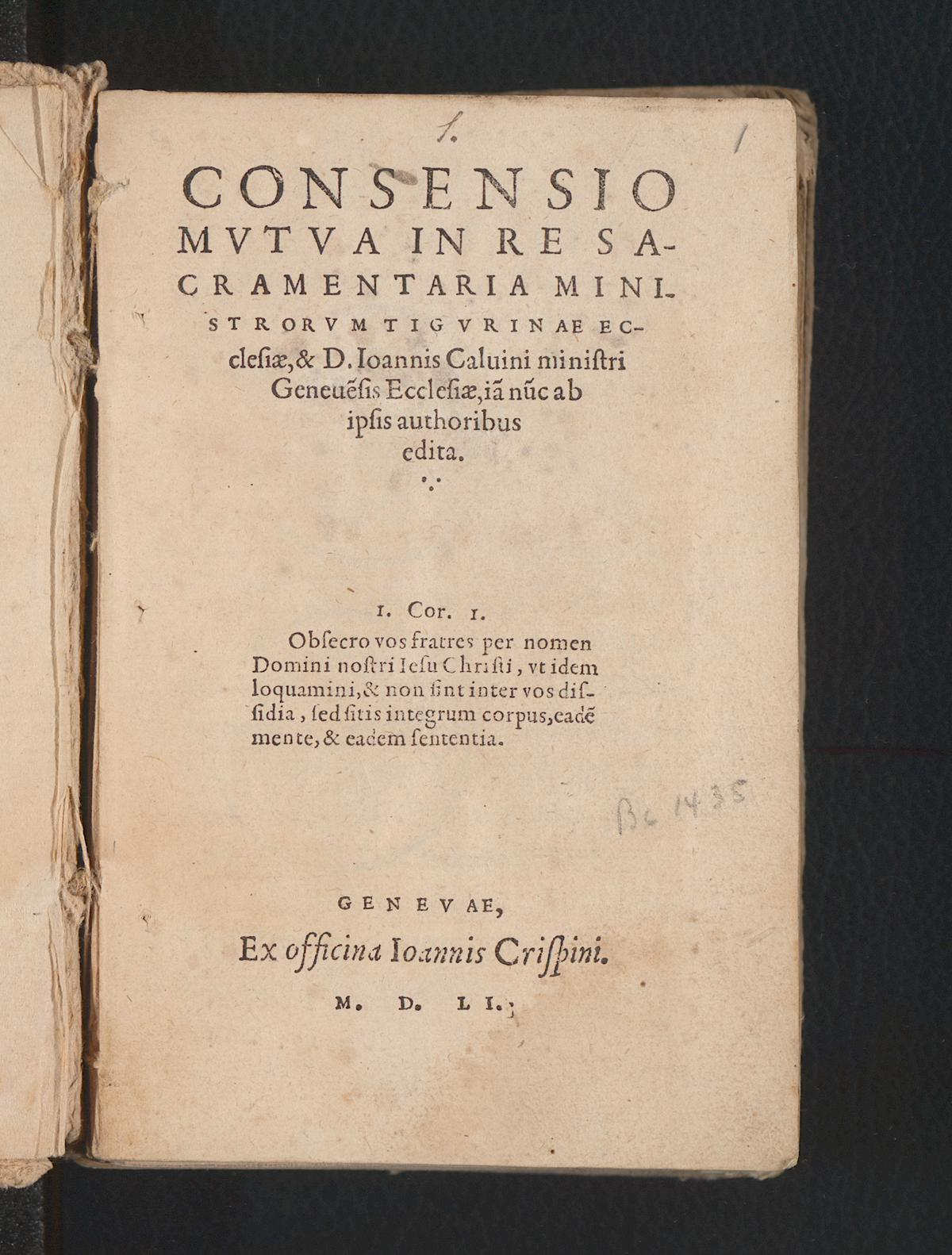
Page de titre de l'édition de Genève, 1551.

Le Consensus Tigurinus ou Consensus de Zurich est un document qui visait à unir les Églises protestantes et leurs doctrines des sacrements, particulièrement l'eucharistie. Jean Calvin, qui se situait entre la vision luthérienne de la présence eucharistique du Christ et la vue zwinglienne du symbolisme pur, écrivit l'ébauche de document en 1548, avec une note de Heinrich Bullinger. Il enseignait :

« que les Sacrements ne sont pas en eux-mêmes effectifs et ne confèrent pas la grâce divine, mais que Dieu, au travers de l'Esprit Saint, agit au travers d'eux comme un outil ; que l'effet interne apparaît seulement dans l'élu ; que le bien des Sacrements consiste à nous mener au Christ et, étant les instruments de la grâce de Dieu, qui est sincèrement offert à tous ; que dans le baptême nous recevons la rémission des pêchés, bien que cela procède premièrement non pas du baptême mais du sang du Christ ; que dans l'Eucharistie nous mangeons et buvons le corps et le sang du Christ, pas, cependant, au moyen de sa présence par la nature humaine du Christ, qui est au ciel, mais par le pouvoir de l'Esprit Saint et la dévote élévation de nos âmes au ciel. »

— Shaff 1877, p. 472
Calvin envoya le document aux Églises suisses, mais le synode de Berne s'opposa fortement à la vision de Calvin et continua de s'y opposer après la mort de ce dernier. En mai 1549, Calvin rencontra Guillaume Farel et Bullinger à Zurich, et les trois révisèrent le document qui prit alors sa forme finale. Il fut publié à Zurich et Genève en 1551. Il tenta de coalisé les Calvinistes et les doctrines Zwinglienne tout en s'opposant à la transsubstantiation de la vision catholique, et l'union sacramentelle de la vision luthérienne. Ce nouveau texte fut accepté par les Églises de Zurich, Genève, Saint-Gall, Schaffhausen, les Grisons, Neuchâtel, et finalement par celles de Bâle, et permit leur entente. Ce texte fut reçu favorablement en France, en Angleterre, et dans certaines parties de l'Allemagne, mais tandis que Mélanchthon déclarait qu'il comprenait les Suisses pour la première fois et qu'il n'allait plus écrire contre eux, il fut attaqué par Joachim Westphal.

## Sources
- (en) Cet article est partiellement ou en totalité issu de l’article de Wikipédia en anglais intitulé « Consensus Tigurinus » (voir la liste des auteurs).